# Esther Rabbah

Esther Rabbah (hébreu: אסתר רבה) est un midrash au Livre d'Esther dans les éditions actuelles du Midrash Rabba. D'après son plan et son objet, c'est apparemment une collection incomplète d'un riche matériau aggadique fourni par les commentaires sur le rouleau d'Esther, lu depuis la période la plus ancienne dans les cérémonies publiques de Pourim.

## Structure du Midrash
À part dans les éditions de Vilnius et Varsovie avec leurs divisions modernes arbitraires, le Midrash consiste en six parashiyyot (chapitre, sections) introduits par un préambule ou davantage. Ces chapitres commencent respectivement à Esth. i. 1, i. 4, i. 9, i. 13, ii. 1, ii. 5. Dans l'édition vénitienne de 1545, chacun possède à la fin les mots "seliḳa parashata. . . ." Cette division est probablement basée sur des sections du rouleau d'Esther, telles qu'elles sont indiquées par des paragraphes fermés (סתומות). De tels paragraphes existent dans le texte actuel en i. 9, i. 13, i. 16, ii. 1, ii. 5, etc. Le début de i. 4, comme l'absence d'un début en i. 16, peuvent être dus à des différences dans la division du texte. On peut aussi supposer qu'un nouveau parasha commençait avec la section Esth. iii. 1, où plusieurs préambules précèdent le commentaire du Midrash. À partir de ce point, il n'y a plus de trace de division supplémentaire en chapitres. Il n'y a pas de nouveau parasha même dans Esth. vi. 1, l'apogée du récit biblique. De même que la division en parashiyyot n'a pas été poursuivie dans tout l'ouvrage, le commentaire accompagnant le texte biblique, verset par verset, est très réduit dans les ch. vii et viii, et cesse totalement à la fin du chapitre viii. Les différents paragraphes qui suivent le chapitre viii paraissent avoir été simplement abordés.

## Sources et datation
D'après Stemberger (1991), le midrash peut être considéré comme composé de deux parties différentes qui furent combinées au XIIe siècle ou XIIIe siècle.
1. Une partie plus ancienne caractérisée par des préambules non anonymes, dont l'origine remonte à la Palestine vers 500, et qui empruntent au Talmud Yeroushalmi, à la Genèse Rabbah, et au Levitique Rabbah.  Cette partie est citée à son tour dans des ouvrages tels que l'Ecclésiaste Rabbah.
2. Une partie plus récente tirée de Yosippon, qui peut être datée du XIe siècle.

Quoi qu'il en soit, ce midrash peut être considéré comme plus ancien et plus original que le Midr. Abba Gorion au Livre d'Esther. Yalḳuṭ cite de nombreux passages de ce midrash plus tardif, ainsi que d'autres commentaire aggadique (édité par Buber dans la collection Sammlung Agadischer Commentare zum Buche Esther, Vilnius, 1886). Le midrash considéré ici a pour titre "Midrash Megillat Esther" dans l'édition vénitienne. Naḥmanide le cite comme la Aggada au rouleau d'Esther. On peut considérer avec certitute qu'il a son origine en Judée.